# 广松涉
广松涉（日语：／，1933年8月11日—1994年5月22日），笔名為门松晓钟（日語：門松暁鐘），男，日本哲学家、东京大学名誉教授。

## 生平
出生于山口县厚狭郡山阳町（现山阳小野田市），成长于福冈县柳川市蒲池。1946年，入福冈县县立传习馆中学，初中1年级，加入日本民主青年同盟。1949年4月，进入福冈县县立传习馆高等学校，同时加入日本共产党。在1950年的50年分裂中属国际派，1951年国际派的“全国统一会议”解散后，回到全日本学生自治会总连合（全学连）等活动。
福冈县县立传习馆高等学校肄业，大学入学资格检定合格后获得考入大学的资格，1952年进入东京学艺大学数学系，1953年退学。1954年，考入东京大学（文科），期间因多次参与学生运动而中断学业，1955年在东京大学复学。1955年7月，日本共产党第六回全国协议会后，重新加入日本共产党，第二年因与人合著《日本的学生运动》而退党。1957年正式进入东京大学文学院哲学系学习。曾关心恩斯特·马赫，但指导老师建议专心研究康德。1958年12月后，在理论方面支持与共产党敌对的共产主义者同盟。1959年东京大学文学院哲学系毕业，升入东京大学人文科学研究所。1964年考入东京大学人文科学研究所攻读哲学博士学位，1965年获得博士课程学分后退学。
1965年与西川邦子结婚。1965年到1970年，在名古屋工业大学及名古屋大学教德语、哲学等。1965年名古屋工业大学到任，1966年助理教授，1967年名古屋大学讲师，1969年助理教授。1968年提供100万日元援助《情况》创刊。创设者古贺暹透露，在咖啡馆脱掉上身的衣服，拿出100万日元，他被告知“一旦这名男子做了，你就无法撤回钱”。1970年，因支持学生运动，从名古屋大学辞职。任日本法政大学讲师，1973年大森荘藏邀请，成为东京大学教养学部讲师，1976年助理教授，1982年任教授。1990年，苏联、东欧的社会主义体制逐渐崩溃，他参与建立90年代论坛。1994年3月，东京大学退休。成为河合文化教育研究所主任研究员，但因为卧病在床，一次也没有上班。1994年5月22日，因肺癌去世。

## 家庭
妻子西川邦子，妻子的妹妹是加藤尚武夫人。

## 思想
广松涉的政治思想深受身为共产党员的母亲的影响。以马克思、恩格斯思想中的物象化论为中心，通过与马赫、胡塞尔、海德格尔等现代西方哲学大家的对质，以特殊的文体展开了扬弃主观-客观的二元对立图式的独特哲学。
《德意志意识形态》在马克思、恩格斯去世后，由阿多拉茨基进行重新编排后于1932年在苏联首次出版，广松涉证明该书事实上存在窜改之处，于1974年编辑出版了《〈德意志意识形态〉手稿复原新编版》等研究著作，受到学界的高度评价，被称为《德意志意识形态》“广松版”。另外，还提出了《德意志意识形态》中马克思的思想从早期《1844年经济学哲学手稿》的异化论到后期的物象化论的思想的转变的独特见解。当时很多论者都以异化论为中心来解释马克思、恩格斯的思想，广松涉则采取以后期物象化论为中心来解读的见解。其从1960年代到1970年代出版的《马克思主义的形成过程》、《马克思主义的视域》和《马克思主义的理路》被称作马克思主义三部曲。
在马克思恩格斯研究的方面，广松涉批判基于主观－客观图式的传统认识论。他指出被看作主观－客观的任何一方都具有二重性，作为整体的世界的存在结构是“四肢”的。此外，针对传统所谓先有实体后有关系的物的世界观，他提出先有关系后有实体的事的世界观。1970年代后，致力于构筑独立的哲学体系，1982年《存在与意义》第一卷出版（原定全三卷）。1993年出版第二卷后病倒。
1994年3月16日在《朝日新闻》晚刊发表题为《以东北亚为历史的主角——建立以中日为轴心的“东亚”新体制》的文章，提出“美国，作为美元发行者和世界消费者的角色的时代已经过去。日本经济必须立足亚洲。”并且，强调这一以中日为轴心的东亚新体制的时期是“在包括对日本资本主义本身进行彻底的重新追问的形式中，成为反体制左翼口号的时期”。

## 著作
- 《论恩格斯及其思想形成过程》，盛田书店，1968年 のちちくま学芸文庫
- 《马克思主义的形成过程》，至诚堂，1968年
- 《马克思主义的视域》，劲草书房，1969年　のち講談社学術文庫
- 《现代革命论的探索》，盛田书店，1970年
- 《论青年马克思》，平凡社，1971年　のちライブラリー
- 《唯物史观的原像》三一書房，1971年
- 《世界的共同主观的存在结构》，劲草书房，1972年 のち講談社学術文庫
- 《现代革命论的探索》，新泉社，1972年
- 《科学的危机与认识论》，纪伊国屋新书，1973年
- 《资本论的哲学》，现代评论社，1974年，のち平凡社ライブラリー
- 《马克思主义的理路》，劲草书房，1974年
- 《事的世界观的前哨——物象化论的认识论=存在论的位相》，劲草书房，1975年
- 《物・事・语》，劲草书房，1979年 のちちくま学芸文庫
- 《论“近代的超克”——昭和思想史断想》，朝日出版社， エピステーメー叢書 1980年　のち講談社学術文庫
- 《马克思的思想圈——以本国未介绍资料为中心》，井上五郎补注，朝日出版社，1980年
- 《新左翼运动的范围》，ユニテ，1981年
- 『相対性理論の哲学』日本ブリタニカ 1981
- 《存在与意义——事的世界观之奠基》（第1卷），岩波书店，1982年
- 《唯物史观与国家论》，论创社，1982年　のち講談社学術文庫
- 《物象化论的构图》，岩波书店，1983年 のち岩波現代文庫
- 《生态史观与唯物史观》，ユニテ，1986年　のち講談社学術文庫
- 《资本论的哲学》，劲草书房，1987年
- 《新哲学入门》，岩波新书，1988年
- 《哲学入门进阶——从物到事》，讲谈社现代新书，1988年
- 《心身问题》，青土社，1989年
- 《表情》，弘文堂，1989年
- 《辩证法的逻辑——辩证法的体系构成法》，青土社，1989年
- 《今天必须重读马克思》，讲谈社现代新书，1990年
- 《知识的接口——广松涉学界对话》，青土社，1990年
- 《马克思与历史的现实》，平凡社，1990年
- 《现象学的社会学的原型——舒茨研究笔记》，青土社，1991年
- 《黑格尔与马克思》，青土社，1991年
- 《哲学的越境——行为论的领域》，劲草书房，1992年
- 《存在与意义——事的世界观之奠基》（第2卷），岩波书店，1993年
- 《揭开近代世界》，平凡社，1993年
- 《东欧剧变与社会主义》，“东欧剧变与社会主义”出版发行委员会，1994年
- 《胡塞尔现象学的视角》，青土社，1994年
- 《马克思的根本意想是什么》，情况出版，1994年
- 《广松涉选集》（全6卷），情况出版，1995年
- 《广松涉著作集》（全16卷），岩波书店，1996-1997年
- 《广松涉哲学小品集》，小林昌人编，岩波书店，同時代ライブラリー，1996年
- 《哲学家广松涉的自白式回忆录》，小林敏明编，河出书房新社，2006年。
- 《事的世界观的前哨——物象化论的认识论=存在论的位相》，ちくま学芸文庫，2007年
- 《广松涉哲学论集》，熊野純彦編 平凡社ライブラリー　2009年
- 《广松涉谈马克思与哲学——单行本未收录讲演集》，小林昌人編，河合文化教育研究，2010年
- 《角色理论的重建》，岩波书店，2010年

### 共编
- ヘーゲル（世界の思想家）平凡社、1976
- 哲学に何ができるか 現代哲学講義 五木寛之対談 朝日出版社 1978.12 Lecture books のち中公文庫
- 仏教と事的世界観 吉田宏晢共著 朝日出版社 1979.12 エピステーメー叢書
- マルクス・エンゲルスの革命論 マルクス主義革命論史1 片岡啓治共編　紀伊國屋書店、1982
- 唯物史観と国家論 山本耕一共著 論創社 1982.2
- メルロ=ポンティ 港道隆共著 岩波書店 1983.7 20世紀思想家文庫
- 共同主観性の現象学 増山真緒子共著 世界書院 1986.10
- 資本論を物象化論を視軸にして読む 1986.7 岩波セミナーブックス
- 相対性理論の哲学 勝守真共著 勁草書房 1986
- ヘーゲル左派論叢 第1-4巻 良知力共編 御茶の水書房 1986-87
- 歴史的実践の構想力 小阪修平共著 作品社 1991.11
- 『記号的世界と物象化』（丸山圭三郎対談）情況出版、1993年

### 翻译
- エルンスト・マッハ『感覚の分析』須藤吾之助共訳、法政大学出版局、1971年
- エルンスト・マッハ『認識の分析』加藤尚武共編訳、法政大学出版局、1971年
- 马克思、恩格斯：《〈德意志意识形态〉手稿复原新编版》，编译，河出书房新社，1974年 のち小林昌人補訳で岩波文庫

## 影响
2002年5月（中国南京）、2005年4月（中国南京）、2007年4月（日本东京）、2009年11月（中国南京）、2015年11月（中国广州）、2017年11月（日本东京）举办了六届广松涉与马克思主义哲学国际学术研讨会。
2002年起，南京大学出版社在其当代学术棱镜译丛中推出了“广松哲学系列”，陆续翻译出版了广松涉的一些代表作。

## 参看
- 物象化
- 柄谷行人
- 亚洲主义